# Magnolia (Ohio)
Magnolia é uma vila localizada no estado norte-americano de Ohio, no Condado de Carroll e Condado de Stark.

## Demografia
Segundo o censo norte-americano de 2000, a sua população era de 931 habitantes.
Em 2006, foi estimada uma população de 932, um aumento de 1 (0.1%).

## Geografia
De acordo com o United States Census Bureau tem uma área de
2,3 km², dos quais 2,3 km² cobertos por terra e 0,0 km² cobertos por água.

## Localidades na vizinhança
O diagrama seguinte representa as localidades num raio de 12 km ao redor de Magnolia.